# Kohl Sudduth
Walter Kohl Sudduth (Granada Hills, 8 agosto 1974) è un attore statunitense.

## Biografia
Fratello dell'attore Skipp Sudduth, è conosciuto per avere interpretato il ruolo dell'agente Luther "Suitcase" Simpson nella serie di film su Jesse Stone.

## Filmografia parziale

### Cinema
- Studio 54 (54), regia di Mark Christopher (1998)
- Il giocatore - Rounders (Rounders), regia di John Dahl (1998)
- Bowfinger, regia di Frank Oz (1999)
- Road Trip, regia di Todd Phillips (2000)
- Due amiche esplosive (The Banger Sisters), regia di Bob Dolman (2002)

### Televisione
- La valle dei pini (All My Children) - soap opera (1997)
- Sex and the City – serie TV, episodio 1x04 (1998)
- Grosse Pointe - serie TV (2000-2001)
- Jesse Stone: caccia al serial killer (Stone Cold), regia di Robert Harmon (2005)
- Jesse Stone: passaggio Nella Notte (Jesse Stone: Night Passage), regia di Robert Harmon (2006)
- Jesse Stone: delitto perfetto (Jesse Stone: Sea Change), regia di Robert Harmon (2007)
- Jesse Stone: nel mezzo del nulla (Jesse Stone: Thin Ice), regia di Robert Harmon (2009)
- Jesse Stone: nessun rimorso (Jesse Stone: No Remorse), regia di Robert Harmon (2010)
- Jesse Stone: operazione Mosca (Jesse Stone: Innocents Lost), regia di Robert Harmon (2011)
- Jesse Stone: trappola di fuoco (Jesse Stone: Benefit of the Doubt), regia di Robert Harmon (2012)
- Jesse Stone: delitti irrisolti (Jesse Stone: Lost in Paradise), regia di Robert Harmon (2015)